# Meriden (circonscription britannique)
Pour les articles homonymes, voir Meriden.
Circonscription parlementaire de la Chambre des communes
La circonscription de Meriden est une ancienne circonscription parlementaire britannique située dans les West Midlands et représentée à la Chambre des communes du Parlement britannique.

## Géographie
La circonscription comprend :
- Une partie du district métropolitain de Solihull
- La banlieue de Castle Bromwich
- Les villages et paroisses civiles de Marston Green, Bickenhill, Hampton-in-Arden, Barston, Balsall Common, Dorridge, Cheswick Green, Dickens Heath, Meriden, Temple Balsall et Catherine-de-Barnes
- Les quartiers de Monkspath et Blythe Valley Park

## Membres du Parlement
Les Membres du Parlement (MPs) de la circonscription sont :
| Élection | Élection     | Member              | Parti        | Portrait |
| -------- | ------------ | ------------------- | ------------ | -------- |
|          | 1955         | Reg Moss            | Travailliste |          |
|          | 1959         | Gordon Matthews     | Conservateur |          |
|          | 1964         | Christopher Rowland | Travailliste |          |
|          | 1968         | Keith Speed         | Conservateur |          |
|          | Février 1974 | John Tomlinson      | Travailliste |          |
|          | 1979         | Iain Mills          | Conservateur |          |
|          | 1997         | Caroline Spelman    | Conservateur |          |
|          | 2019         | Saqib Bhatti        | Conservateur |          |

## Résultats électoraux

### Élections dans les années 2010
| Parti         | Parti                 | Candidat              | Voix   | %    | ±   |
| ------------- | --------------------- | --------------------- | ------ | ---- | --- |
|               | Conservateur          | Saqib Bhatti          | 34,358 | 63,4 | 1.4 |
|               | Travailliste          | Teresa Beddis         | 11,522 | 21,3 | 5.6 |
|               | Libéral Démocrate     | Laura McCarthy        | 5,614  | 10,4 | 5.5 |
|               | Green                 | Stephen Caudwell      | 2,667  | 4,9  | 2.3 |
| Majorité      | Majorité              | Majorité              | 22,836 | 42,1 | 7.0 |
| Participation | Participation         | Participation         | 54,161 | 64,9 | 2.7 |
|               | Conservateur maintien | Conservateur maintien | Swing  |      |     |

| Parti         | Parti                 | Candidat              | Voix   | %    | ±    |
| ------------- | --------------------- | --------------------- | ------ | ---- | ---- |
|               | Conservateur          | Caroline Spelman      | 33,873 | 62,0 | 7.3  |
|               | Travailliste          | Tom McNeil            | 14,675 | 26,9 | 7.9  |
|               | Libéral Démocrate     | Antony Rogers         | 2,663  | 4,9  | 0.1  |
|               | UKIP                  | Les Kaye              | 2,016  | 3,7  | 13.2 |
|               | Green                 | Alison Gavin          | 1,416  | 2,6  | 1.5  |
| Majorité      | Majorité              | Majorité              | 19,198 | 35,1 | 0.6  |
| Participation | Participation         | Participation         | 54,643 | 67,6 | 2.7  |
|               | Conservateur maintien | Conservateur maintien | Swing  | 0.3  |      |

| Parti         | Parti                    | Candidat              | Voix   | %    | ±       |
| ------------- | ------------------------ | --------------------- | ------ | ---- | ------- |
|               | Conservateur             | Caroline Spelman      | 28,791 | 54,7 | 3.0     |
|               | Travailliste             | Tom McNeil            | 9,996  | 19,0 | 1.5     |
|               | UKIP                     | Mick Gee              | 8,908  | 16,9 | 14.3    |
|               | Libéral Démocrate        | Ade Adeyemo           | 2,638  | 5,0  | 12.8    |
|               | Green                    | Alison Gavin          | 2,170  | 4,1  | 2.8     |
|               | Independence from Europe | Chris Booth           | 100    | 0,2  | Nouveau |
| Majorité      | Majorité                 | Majorité              | 18,795 | 35,7 | 4.5     |
| Participation | Participation            | Participation         | 52,603 | 64,9 | 1.6     |
|               | Conservateur maintien    | Conservateur maintien | Swing  | 2.3  |         |

| Parti         | Parti                                       | Candidat              | Voix   | %    | ±       |
| ------------- | ------------------------------------------- | --------------------- | ------ | ---- | ------- |
|               | Conservateur                                | Caroline Spelman      | 26,956 | 51,7 | 4.0     |
|               | Travailliste                                | Ed Williams           | 10,703 | 20,5 | 11.7    |
|               | Libéral Démocrate                           | Simon Slater          | 9,278  | 17,8 | 1.0     |
|               | BNP                                         | Frank O'Brien         | 2,511  | 4,8  | Nouveau |
|               | UKIP                                        | Barry Allcock         | 1,378  | 2,6  | 0.7     |
|               | Green                                       | Elly Stanton          | 678    | 1,3  | Nouveau |
|               | Solihull and Meriden Residents' Association | Nikki Sinclaire       | 658    | 1,3  | Nouveau |
| Majorité      | Majorité                                    | Majorité              | 16,253 | 31,2 | 15.7    |
| Participation | Participation                               | Participation         | 52,162 | 63,3 | 3.2     |
|               | Conservateur maintien                       | Conservateur maintien | Swing  | 7.9  |         |

### Élections dans les années 2000
| Parti         | Parti                 | Candidat              | Voix   | %    | ±   |
| ------------- | --------------------- | --------------------- | ------ | ---- | --- |
|               | Conservateur          | Caroline Spelman      | 22,416 | 48,2 | 0.5 |
|               | Travailliste          | Jim Brown             | 15,407 | 33,1 | 6.1 |
|               | Libéral Démocrate     | William Laitinen      | 7,113  | 15,3 | 4.2 |
|               | UKIP                  | Denis Brookes         | 1,567  | 3,4  | 1.4 |
| Majorité      | Majorité              | Majorité              | 7,009  | 15,1 | 6.6 |
| Participation | Participation         | Participation         | 46,503 | 60,1 | 0.3 |
|               | Conservateur maintien | Conservateur maintien | Swing  | 3.3  |     |

| Parti         | Parti                 | Candidat              | Voix   | %    | ±       |
| ------------- | --------------------- | --------------------- | ------ | ---- | ------- |
|               | Conservateur          | Caroline Spelman      | 21,246 | 47,7 | 5.7     |
|               | Travailliste          | Christine Shawcroft   | 17,462 | 39,2 | 1.8     |
|               | Libéral Démocrate     | Nigel Hicks           | 4,941  | 11,1 | 1.9     |
|               | UKIP                  | Richard Adams         | 910    | 2,0  | Nouveau |
| Majorité      | Majorité              | Majorité              | 3,784  | 8,5  | 7.5     |
| Participation | Participation         | Participation         | 44,559 | 60,4 | 11.3    |
|               | Conservateur maintien | Conservateur maintien | Swing  | 3.7  |         |

### Élections dans les années 1990
| Parti         | Parti                 | Candidat              | Voix   | %    | ±       |
| ------------- | --------------------- | --------------------- | ------ | ---- | ------- |
|               | Conservateur          | Caroline Spelman      | 22,997 | 42,0 | 13.1    |
|               | Travailliste          | Brian Seymour-Smith   | 22,415 | 41,0 | 10.1    |
|               | Libéral Démocrate     | Tony Dupont           | 7,098  | 13,0 | 1.0     |
|               | Référendum            | Paul Gilbert          | 2,208  | 4,0  | Nouveau |
| Majorité      | Majorité              | Majorité              | 582    | 1,0  | 23.2    |
| Participation | Participation         | Participation         | 54,718 | 71,7 | 7.1     |
|               | Conservateur maintien | Conservateur maintien | Swing  | 11.6 |         |

| Parti         | Parti                 | Candidat              | Voix   | %    | ±             |
| ------------- | --------------------- | --------------------- | ------ | ---- | ------------- |
|               | Conservateur          | Iain Mills            | 33,462 | 55,1 | en stagnation |
|               | Travailliste          | NJ Stephens           | 18,763 | 30,9 | 4.8           |
|               | Libéral Démocrate     | JA Morris             | 8,489  | 14,0 | 4.8           |
| Majorité      | Majorité              | Majorité              | 14,699 | 24,2 | 4.8           |
| Participation | Participation         | Participation         | 60,714 | 78,8 | 4.9           |
|               | Conservateur maintien | Conservateur maintien | Swing  | 2.4  |               |

### Élections dans les années 1980
| Parti         | Parti                 | Candidat              | Voix   | %     | ± |
| ------------- | --------------------- | --------------------- | ------ | ----- | - |
|               | Conservateur          | Iain Mills            | 31,935 | 55,11 | ' |
|               | Travailliste          | Richard Burden        | 15,115 | 26,08 |   |
|               | Social Démocratique   | Christine Parkinson   | 10,896 | 18,80 |   |
| Majorité      | Majorité              | Majorité              | 16,820 | 29,03 |   |
| Participation | Participation         | Participation         | 57,946 | 73,87 |   |
|               | Conservateur maintien | Conservateur maintien | Swing  |       |   |

| Parti         | Parti                 | Candidat              | Voix   | %     | ±       |
| ------------- | --------------------- | --------------------- | ------ | ----- | ------- |
|               | Conservateur          | Iain Mills            | 28,474 | 53,66 | '       |
|               | Travailliste          | John Sever            | 13,456 | 25,36 |         |
|               | Social Démocratique   | PM Dunbar             | 10,674 | 20,12 | Nouveau |
|               | National Front        | CL Collins            | 460    | 0,87  |         |
| Majorité      | Majorité              | Majorité              | 15,018 | 28,30 |         |
| Participation | Participation         | Participation         | 53,064 | 71,55 |         |
|               | Conservateur maintien | Conservateur maintien | Swing  |       |         |

### Élections dans les années 1970
| Parti         | Parti                                   | Candidat                                | Voix   | %     | ±   |
| ------------- | --------------------------------------- | --------------------------------------- | ------ | ----- | --- |
|               | Conservateur                            | Iain Mills                              | 37,151 | 48,77 | '   |
|               | Travailliste                            | John Tomlinson                          | 33,024 | 43,35 |     |
|               | Liberal                                 | D Spurling                              | 4,976  | 6,53  |     |
|               | National Front                          | A Parkes                                | 1,032  | 1,35  | New |
| Majorité      | Majorité                                | Majorité                                | 4,127  | 5,42  | N/A |
| Participation | Participation                           | Participation                           | 76,183 | 77,02 |     |
|               | Conservateur vainqueur sur Travailliste | Conservateur vainqueur sur Travailliste | Swing  |       |     |

| Parti         | Parti                 | Candidat              | Voix   | %     | ±   |
| ------------- | --------------------- | --------------------- | ------ | ----- | --- |
|               | Travailliste          | John Tomlinson        | 34,641 | 47,39 | '   |
|               | Conservateur          | Christopher Horne     | 25,675 | 35,12 |     |
|               | Liberal               | D Minnis              | 12,782 | 17,49 | New |
| Majorité      | Majorité              | Majorité              | 8,966  | 12,27 |     |
| Participation | Participation         | Participation         | 73,098 | 75,08 |     |
|               | Travailliste maintien | Travailliste maintien | Swing  |       |     |

| Parti         | Parti                                   | Candidat                                | Voix   | %     | ±   |
| ------------- | --------------------------------------- | --------------------------------------- | ------ | ----- | --- |
|               | Travailliste                            | John Tomlinson                          | 40,541 | 52,93 | '   |
|               | Conservateur                            | Keith Speed                             | 36,056 | 47,07 |     |
| Majorité      | Majorité                                | Majorité                                | 4,485  | 5,86  | N/A |
| Participation | Participation                           | Participation                           | 76,597 | 79,47 |     |
|               | Travailliste vainqueur sur Conservateur | Travailliste vainqueur sur Conservateur | Swing  |       |     |

| Parti         | Parti                 | Candidat              | Voix   | %     | ± |
| ------------- | --------------------- | --------------------- | ------ | ----- | - |
|               | Conservateur          | Keith Speed           | 40,077 | 53,13 | ' |
|               | Travailliste          | NP Lister             | 35,353 | 46,87 |   |
| Majorité      | Majorité              | Majorité              | 4,724  | 6,26  |   |
| Participation | Participation         | Participation         | 75,430 | 75,59 |   |
|               | Conservateur maintien | Conservateur maintien | Swing  |       |   |

### Élections dans les années 1960
| Parti         | Parti                                   | Candidat                                | Voix   | %    | ±    |
| ------------- | --------------------------------------- | --------------------------------------- | ------ | ---- | ---- |
|               | Conservateur                            | Keith Speed                             | 33,344 | 64,8 | 18.4 |
|               | Travailliste                            | Roderick MacFarquhar                    | 18,081 | 35,2 | 18.4 |
| Majorité      | Majorité                                | Majorité                                | 15,263 | 29,6 | N/A  |
| Participation | Participation                           | Participation                           | 51,425 | 66,0 | 19.7 |
|               | Conservateur vainqueur sur Travailliste | Conservateur vainqueur sur Travailliste | Swing  | 18.4 |      |

| Parti         | Parti                 | Candidat              | Voix   | %    | ±    |
| ------------- | --------------------- | --------------------- | ------ | ---- | ---- |
|               | Travailliste          | Christopher Rowland   | 33,831 | 53,6 | +3.3 |
|               | Conservateur          | Jonathan Aitken       | 29,250 | 46,4 | -3.3 |
| Majorité      | Majorité              | Majorité              | 4,581  | 7,2  | +6.6 |
| Participation | Participation         | Participation         | 63,081 | 85,7 | +2.3 |
|               | Travailliste maintien | Travailliste maintien | Swing  |      |      |

| Parti         | Parti                                   | Candidat                                | Voix   | %     | ±   |
| ------------- | --------------------------------------- | --------------------------------------- | ------ | ----- | --- |
|               | Travailliste                            | Christopher Rowland                     | 29,425 | 50,31 | '   |
|               | Conservateur                            | Gordon Matthews                         | 29,062 | 49,69 |     |
| Majorité      | Majorité                                | Majorité                                | 363    | 0,62  | N/A |
| Participation | Participation                           | Participation                           | 58,487 | 83,45 |     |
|               | Travailliste vainqueur sur Conservateur | Travailliste vainqueur sur Conservateur | Swing  |       |     |

### Élections dans les années 1950s
| Parti         | Parti                                   | Candidat                                | Voix   | %     | ±   |
| ------------- | --------------------------------------- | --------------------------------------- | ------ | ----- | --- |
|               | Conservateur                            | Gordon Matthews                         | 26,498 | 50,25 | '   |
|               | Travailliste                            | Reg Moss                                | 26,235 | 49,75 |     |
| Majorité      | Majorité                                | Majorité                                | 263    | 0,50  | N/A |
| Participation | Participation                           | Participation                           | 52,733 | 84,44 |     |
|               | Conservateur vainqueur sur Travailliste | Conservateur vainqueur sur Travailliste | Swing  |       |     |

| Parti         | Parti                                  | Candidat      | Voix   | %     | ± |
| ------------- | -------------------------------------- | ------------- | ------ | ----- | - |
|               | Travailliste                           | Reg Moss      | 22,796 | 51,24 | ' |
|               | Conservateur                           | William Peel  | 21,691 | 48,76 |   |
| Majorité      | Majorité                               | Majorité      | 1,105  | 2,48  |   |
| Participation | Participation                          | Participation | 44,487 | 81,48 |   |
|               | Travailliste vainqueur (nouveau siège) |               |        |       |   |